# Georg Gunderloch
Georg Gunderloch, nemški general in vojaški zdravnik, * 14. oktober 1885, Freiburg im Breisgau, † 25. junij 1962, Wiesbaden.

## Življenjepis
Leta 1905 je vstopil v vojsko in pričel s študijem medicine na Akademiji cesarja Wilhelma, ki ga je končal leta 1910.
Po prvi svetovni vojni je ostal v Reichswehru in nato v Wehrmachtu. Med letoma 1934 in 1939 je bil poveljnik Vojaške medicinske akademije, nato pa armadni zdravnik 5. armade (1939), glavni medicinski častnik pri Mejnem poveljstvu Center (1939), armadni zdravnik 18. armade (1939–42), glavni zdravnik Armadne skupine Sever (1942–43) in nato korpusni zdravnik zaledja 12. armadnega korpusa (1943–44).
Upokojil se je 30. novembra 1944.